# Physocolea subscariosa
Physocolea subscariosa là một loài Rêu trong họ Lejeuneaceae. Loài này được (Spruce) Stephani miêu tả khoa học đầu tiên năm 1916.